# William Holden

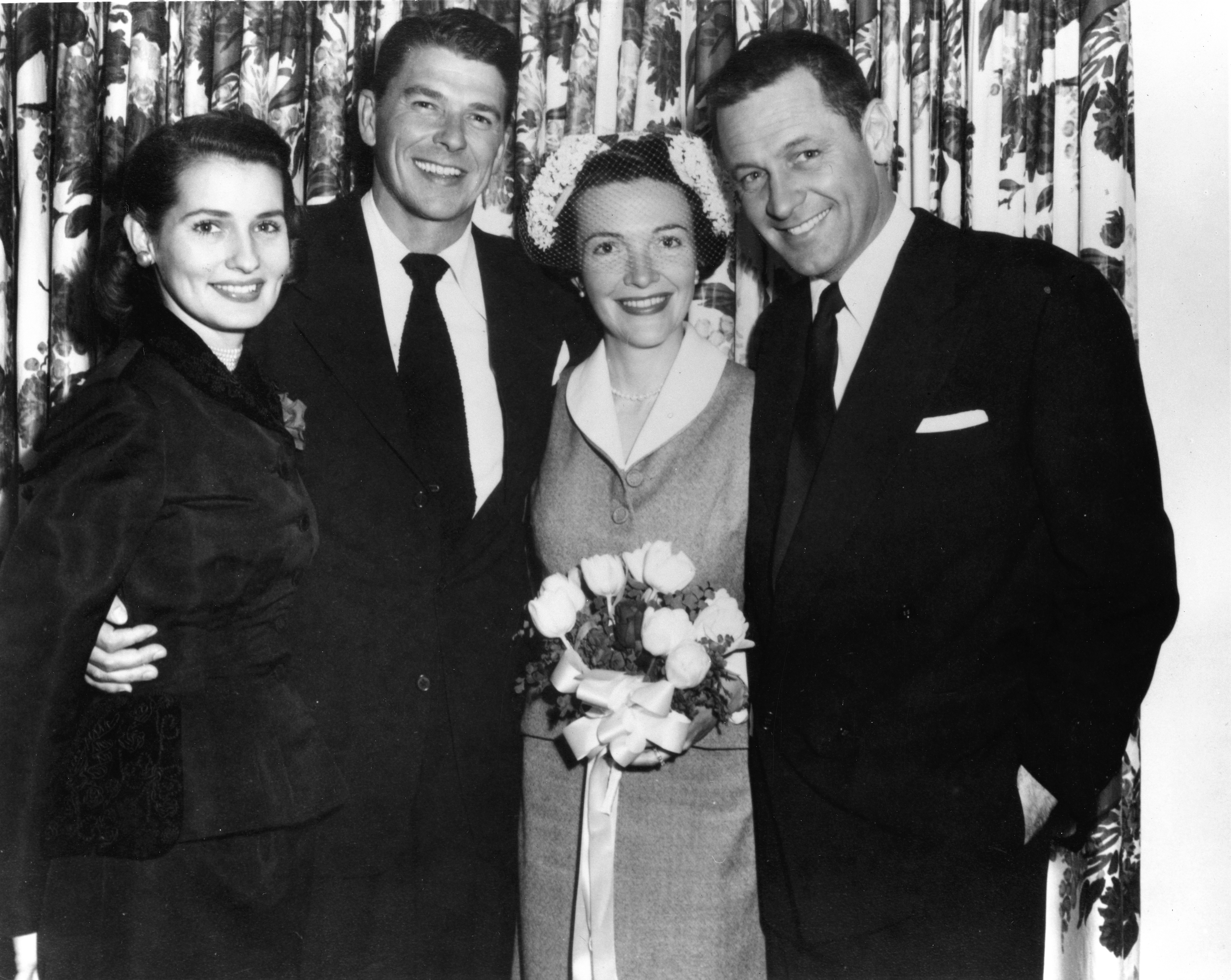
Państwo Reagan (Ronald Reagan i jego żona Nancy) oraz państwo Holden (Will i Ardis). Zdjęcie wykonano w domu Holdenów, w Toluca Lake w Kalifornii w 1952 roku, niedługo po ślubie Reaganów

William Holden właśc. William Franklin Beedle Jr. (ur. 17 kwietnia 1918 w O’Fallon, zm. 12 listopada 1981 w Santa Monica) – amerykański aktor filmowy. 
Laureat Oscara dla najlepszego aktora pierwszoplanowego za rolę jeńca wojennego J.J. Seftona w dramacie wojennym Billy’ego Wildera Stalag 17 (1953). Za rolę weterana Los Angeles Police Department Bumpera Morgana w miniserialu telewizyjnym NBC The Blue Knight (1973) został uhonorowany nagrodą Emmy. 8 lutego 1960 otrzymał własną gwiazdę w Alei Gwiazd w Los Angeles znajdującą się przy 1651 Vine Street. American Film Institute umieścił go na 25. miejscu na liście największych aktorów wszech czasów (The 50 Greatest American Screen Legends).

## Życiorys
Urodził się w O’Fallon w Illinois jako syn Mary Blanche Ball (1898–1990), nauczycielki, i Williama Franklina Beedle (1891–1967), profesora chemii. Miał dwóch młodszych braci: Roberta Westfielda (1921–1944) i Richarda P. (1924–1964). Kiedy miał trzy lata wraz z rodziną przeprowadził się do South Pasadena w Kalifornii. Uczęszczał do South Pasadena High School. Naukę kontynuował w Pasadena Junior College, gdzie grał w lokalnym radiu. 
W 1937 został odkryty przez łowcę talentu Paramount Pictures, podpisując swój pierwszy kontrakt. W kinie debiutował tuż przed wybuchem II wojny światowej – wystąpił jako więzień w przygodowym dramacie kryminalnym Prison Farm (1938) z Lloydem Nolanem, J. Carrolem Naishem i Marjorie Main. Pierwszą dużą rolę jako Joe Bonaparte zagrał w melodramacie Roubena Mamouliana Złoty chłopiec (Golden Boy, 1939). Odtąd określany był mianem „złotego chłopca”. W czasie wojny służył w lotnictwie i grał w filmach instruktażowych. Po jej zakończeniu mozolnie budował swą karierę.
Przełomem okazała się rola Joego Gillisa, młodego scenarzysty marzącego o sławie w filmie noir Billy’ego Wildera Bulwar Zachodzącego Słońca (1950). Wiąże się on z Normą Desmond (Gloria Swanson), niegdysiejszą gwiazdą kina niemego. Kreacja przyniosła mu pierwszą nominację do Oscara. Był wielką gwiazdą lat 50. Grał w filmach różnorodnych gatunkowo: westernie Ucieczka z Fortu Bravo (1953), komedii romantycznej Sabrina (1954) czy wojennym Moście na rzece Kwai (1957).
Zastąpił Lee Marvina w roli Pike’a Bishopa w antywesternie Sama Peckinpaha Dzika banda (1969), gdzie stworzył wybitną kreację. Pojawił się także w innej opowieści z Dzikiego Zachodu, Blake’a Edwardsa Zawadiaki (1971) i filmie katastroficznym Płonący wieżowiec (1974). Po raz trzeci był nominowany do Oscara za rolę w dramacie Sidneya Lumeta Sieć (1976).
Zmarł na skutek wykrwawienia po urazie głowy 12 listopada 1981. Ciało zostało odkryte 16 listopada.

## Filmografia
- Złoty chłopiec (1939) jako Joe Bonaparte
- Niewidzialne linie (1939) jako Tim Taylor
- Nasze miasto (1940) jako George Gibbs
- Człowiek z Colorado (1948) jako Del Stewart
- Bulwar Zachodzącego Słońca (1950) jako Joe Gillis
- Urodzeni wczoraj (1950) jako Paul Verrall
- Stalag 17 (1953) jako J.J. Sefton
- Ucieczka z Fortu Bravo (1953) jako kpt. Roper
- Niebieski księżyc (1953) jako Donald Gresham
- Sabrina (1954) jako David Larrabee
- Dziewczyna z prowincji (1954) jako Bernie Dodd
- Rada nadzorcza (1954) jako McDonald Walling
- Mosty Toko-Ri (1954) jako Harry Brubaker
- Piknik (1955) jako Hal Carter
- Miłość jest wspaniała (1955) jako Mark Elliott
- Most na rzece Kwai (1957) jako komandor Shears
- Klucz (1958) jako David Ross
- Konnica (1959) jako mjr. Henry „Hank” Kendrall
- Świat Suzie Wong (1960) jako Robert Lomax
- Kiedy Paryż wrze (1964; inny tytuł – Jak zdobyć sławę i piękną dziewczynę) jako Richard Benson/Rick
- Alvarez Kelly (1966) jako Alvarez Kelly
- Casino Royale (1967) jako Ransome
- Diabelska brygada (1968) jako podpłk. Robert T. Frederick
- Dzika banda (1969) jako Pike Bishop
- Zawadiaki (1971) jako Ross Bodine
- Mściciele (1972) jako John Benedict
- Breezy (1973) jako Frank Harmon
- Płonący wieżowiec (1974) jako Jim Duncan
- Sieć (1976) jako Max Schumacher
- Omen II (1978) jako Richard Thorn
- Fedora (1978) jako Barry Detweiler
- Porwanie (1979; inny tytuł – Ashanti) jako Jim Sandell
- Gdy czas ucieka (1980) jako Shelby Gilmore
- S.O.B. (1981) jako Tim Culley